# Fonction elliptique de Jacobi
En mathématiques, les fonctions elliptiques de Jacobi sont des fonctions elliptiques d'une grande importance historique.
Introduites par Carl Gustav Jakob Jacobi vers 1830, elles ont des applications directes, par exemple dans l'équation du pendule. Elles présentent aussi des analogies avec les fonctions trigonométriques, qui sont mises en valeur par le choix des notations sn et cn, qui rappellent sin et cos. Si les fonctions elliptiques thêta de Weierstrass semblent mieux adaptées aux considérations théoriques, les problèmes physiques pratiques font plus appel aux fonctions de Jacobi.

## Introduction

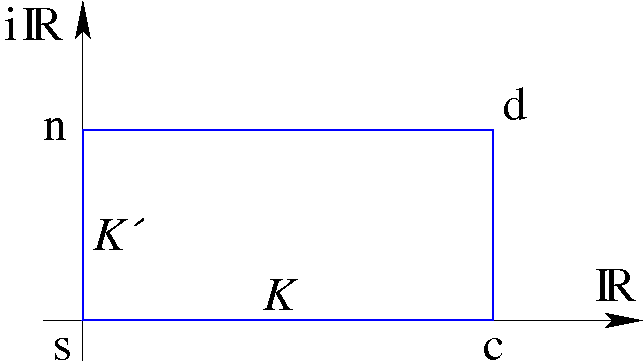
Construction auxiliaire : le rectangle de Jacobi.

Il existe 12 fonctions elliptiques de Jacobi. 
Ce sont des fonctions d'une variable complexe mais qui dépendent d'un paramètre k élément de ]0,1[, sous-entendu dans les notations. k s'appelle le module des fonctions de Jacobi. À ce paramètre k, on associe les deux nombres K et K', définis par les intégrales elliptiques {\displaystyle K=\int _{0}^{\pi /2}{\frac {\mathrm {d} \theta }{\sqrt {1-k^{2}\sin ^{2}\theta }}}} et {\displaystyle K'=\int _{0}^{\pi /2}{\frac {\mathrm {d} \theta }{\sqrt {1-(1-k^{2})\sin ^{2}\theta }}}}, ainsi que le nombre {\displaystyle k'={\sqrt {1-k^{2}}}}, appelé comodule. 
Dans le plan complexe, on dispose un rectangle dont les quatre sommets sont conventionnellement notés s, c, d et n, de façon que s soit à l'origine, c au point d'abscisse K sur l'axe des réels, d au point d'affixe complexe 
K + iK', et n au point d'affixe iK' sur l'axe imaginaire. 
Le nom de chacune des fonctions de Jacobi est alors associé à un couple formé de deux sommets du rectangle. Ainsi, les noms des 12 fonctions elliptiques de Jacobi sont : sc, sd, sn, cd, cn, cs, dn, ds, dc, ns, nc et nd.
Pour tout sommet p parmi les quatre sommets scdn, et pour tout sommet q pris parmi les trois sommets restants, la fonction de Jacobi pq est la seule fonction de la variable complexe qui soit doublement périodique et méromorphe, et qui vérifie les propriétés suivantes :
- Elle admet un zéro simple au sommet p, et un pôle simple au sommet q.
- Elle est périodique de période 4K selon l'axe réel, et périodique de période 4K' selon l'axe imaginaire. Les nombres K et K' sont appelés « quarts de période ».
- Elle est périodique dans la direction pq, de période double de la distance de p à q.
- Le coefficient du premier terme de son développement en série au voisinage de u = 0 vaut 1. Autrement dit, ce premier terme vaut u, 1/u ou 1 selon que le sommet correspondant à u = 0 est un zéro, un pôle ou un point ordinaire de la fonction.

Dans un cadre plus général, k est complexe, ainsi que K et K', et on travaille à partir d'un parallélogramme. Cependant, si K et K' sont réels , alors les fonctions elliptiques de Jacobi prennent des valeurs  réelles lorsqu'elles sont appliquées à une variable réelle.

## Définition
Parmi les douze fonctions de Jacobi, on en distingue trois, appelées fonctions de base de Jacobi. Ce sont sn, cn et dn. On définit les autres fonctions de Jacobi à partir de celles-ci. Pour définir les trois fonctions de base, on introduit une fonction intermédiaire, la fonction amplitude de Jacobi. 

### Intégrale elliptique incomplète de première espèce et fonction amplitude
On rappelle que l'intégrale elliptique incomplète de première espèce associée au module k est la fonction impaire croissante sur les réels définie par : 
{\displaystyle F(a,k)=\int _{0}^{a}{\frac {\mathrm {d} x}{\sqrt {1-k^{2}\sin ^{2}x}}}}
On remarque que la constante K définie précédemment n'est autre que {\textstyle F({\frac {\pi }{2}},k)}. Elle est appelée intégrale elliptique complète de première espèce.
On appelle fonction amplitude de Jacobi la fonction réciproque de F, notée A :
{\displaystyle u=F(a,k)\iff a=A(u,k)}
Elle est elle-même impaire et croissante sur les réels, et augmente de π lorsque u augmente de 2K.

### Les trois fonctions de base de Jacobi (1827)
On les définit comme suit :
- la fonction sinus de Jacobi : {\displaystyle {\rm {sn}}(u,k)=\sin(A(u,k))}. Sur les réels, elle est périodique de période 4K.
- la fonction cosinus de Jacobi : {\displaystyle {\rm {cn}}(u,k)=\cos(A(u,k))}. Sur les réels, elle est périodique de période 4K.
- la fonction dn de Jacobi : {\displaystyle {\rm {dn}}(u,k)={\sqrt {1-k^{2}{\rm {sn}}(u,k)^{2}}}}. Sur les réels, elle est périodique de période 2K.

sn est une fonction impaire, alors que cn et dn sont paires.

### Cas limites
On retrouve les fonctions trigonométriques circulaires et hyperboliques pour les valeurs limites 0 et 1 de k :
- Si k = 0, on retrouve la trigonométrie ordinaire. En effet, {\displaystyle F(a,0)=a}, {\displaystyle A(u)=u}, {\displaystyle K={\frac {\pi }{2}}} et K' est envoyé à l'infini. sn est le sinus, cn le cosinus et dn la fonction constante 1.
- Si k = 1, on voit apparaître les fonctions de la trigonométrie hyperbolique. En effet, {\displaystyle u=F(a,1)={\rm {argth}}(\sin(a))} de sorte que {\displaystyle \sin(a)=\tanh(u)} (formule de Gudermann), K est envoyé à l'infini et {\displaystyle K'={\frac {\pi }{2}}}. sn est la fonction tanh, cn et dn la fonction 1/cosh.

### Les autres fonctions
Gudermann (1838), puis Glaisher (1882) introduiront les neuf autres fonctions : 
{\displaystyle {\rm {ns}}(u,k)={\frac {1}{{\rm {sn}}(u,k)}}}, {\displaystyle {\rm {nc}}(u,k)={\frac {1}{{\rm {cn}}(u,k)}}}, {\displaystyle {\rm {nd}}(u,k)={\frac {1}{{\rm {dn}}(u,k)}}}
{\displaystyle {\rm {sc}}(u,k)={\frac {{\rm {sn}}(u,k)}{{\rm {cn}}(u,k)}}}, {\displaystyle {\rm {cs}}(u,k)={\frac {{\rm {cn}}(u,k)}{{\rm {sn}}(u,k)}}}
{\displaystyle {\rm {sd}}(u,k)={\frac {{\rm {sn}}(u,k)}{{\rm {dn}}(u,k)}}}, {\displaystyle {\rm {ds}}(u,k)={\frac {{\rm {dn}}(u,k)}{{\rm {sn}}(u,k)}}}
{\displaystyle {\rm {cd}}(u,k)={\frac {{\rm {cn}}(u,k)}{{\rm {dn}}(u,k)}}}, {\displaystyle {\rm {dc}}(u,k)={\frac {{\rm {dn}}(u,k)}{{\rm {cn}}(u,k)}}}

### Fonctions réciproques
On peut définir les fonctions réciproques des fonctions elliptiques de Jacobi, pour x entre -1 et 1 :
- {\displaystyle \mathrm {Arcsn} \,(x,k)=\int _{0}^{x}{\frac {\mathrm {d} t}{\sqrt {(1-t^{2})(1-k^{2}t^{2})}}}}
- {\displaystyle \mathrm {Arccn} \,(x,k)=\int _{x}^{1}{\frac {\mathrm {d} t}{\sqrt {(1-t^{2})(1-k^{2}+k^{2}t^{2})}}}}

## Formulaire

### Valeurs remarquables
Pour les valeurs réelles de la variable :
- pour u = 0, on a {\displaystyle {\text{sn}}(0)=0,\,{\text{cn}}(0)=1,\,{\text{dn}}(0)=1.}
- pour u = K/2, on a {\displaystyle {\text{sn}}\left({\frac {K}{2}}\right)={\frac {1}{\sqrt {1+k'}}},\,{\text{cn}}\left({\frac {K}{2}}\right)={\sqrt {\frac {k'}{1+k'}}},\,{\text{dn}}\left({\frac {K}{2}}\right)={\sqrt {k'}}.}
- pour u = K, on a {\displaystyle {\text{sn}}(K)=1,\,{\text{cn}}(K)=0,\,{\text{dn}}(K)=k'}

### Dérivées
Les dérivées des fonctions de base sont :
{\displaystyle A'(u)={\text{dn}}(u)}
{\displaystyle {\text{sn}}'(u)={\text{cn}}(u){\text{dn}}(u)}
{\displaystyle {\text{cn}}'(u)=-{\text{sn}}(u){\text{dn}}(u)}
{\displaystyle {\text{dn}}'(u)=-k^{2}{\text{sn}}(u){\text{cn}}(u)}

### Translation
On dispose des relations suivantes :
- {\displaystyle {\text{sn}}(u+K)={\frac {{\text{cn}}(u)}{{\text{dn}}(u)}}\,}
- {\displaystyle {\text{cn}}(u+K)=-k'{\frac {{\text{sn}}(u)}{{\text{dn}}(u)}}}
- {\displaystyle {\text{dn}}(u+K)={\frac {k'}{{\text{dn}}(u)}}\,}
- {\displaystyle {\text{sn}}(u+2K)=-{\text{sn}}(u)}
- {\displaystyle {\text{cn}}(u+2K)=-{\text{cn}}(u)}
- {\displaystyle {\text{dn}}(u+2K)={\text{dn}}(u)}

### Relations trigonométriques

#### Addition
On dispose des formules d'addition suivantes, généralisant les formules d'addition trigonométriques :
- {\displaystyle {\text{sn}}(u+v)={\frac {{\text{sn}}(u){\text{cn}}(v){\text{dn}}(v)+{\text{sn}}(v){\text{cn}}(u){\text{dn}}(u)}{1-k^{2}{\text{sn}}^{2}(u){\text{sn}}^{2}(v)}}}
- {\displaystyle {\text{cn}}(u+v)={\frac {{\text{cn}}(u){\text{cn}}(v)-{\text{sn}}(u){\text{dn}}(u){\text{sn}}(v){\text{dn}}(v)}{1-k^{2}{\text{sn}}^{2}(u){\text{sn}}^{2}(v)}}}
- {\displaystyle {\text{dn}}(u+v)={\frac {{\text{dn}}(u){\text{dn}}(v)-k^{2}{\text{sn}}(u){\text{cn}}(u){\text{sn}}(v){\text{cn}}(v)}{1-k^{2}{\text{sn}}^{2}(u){\text{sn}}^{2}(v)}}}

#### Carrés
- {\displaystyle {\text{sn}}^{2}(u)+{\text{cn}}^{2}(u)=1\,}
- {\displaystyle k^{2}{\text{sn}}^{2}(u)+{\text{dn}}^{2}(u)=1\,}
- {\displaystyle k^{2}{\text{cn}}^{2}(u)+k'^{2}={\text{dn}}^{2}(u)\,} avec {\displaystyle k'={\sqrt {1-k^{2}}}} le complément du module k.
- {\displaystyle {\text{cn}}^{2}(u)+k'^{2}{\text{sn}}^{2}(u)={\text{dn}}^{2}(u)\,}

#### Transformées des carrés en arc double
- {\displaystyle {\text{sn}}^{2}(u)={\frac {1-{\text{cn}}(2u)}{1+{\text{dn}}(2u)}}}
- {\displaystyle {\text{cn}}^{2}(u)={\frac {{\text{dn}}(2u)+{\text{cn}}(2u)}{1+{\text{dn}}(2u)}}}
- {\displaystyle {\text{dn}}^{2}(u)={\frac {{\text{dn}}(2u)+{\text{cn}}(2u)}{1+{\text{cn}}(2u)}}}

### Équations différentielles
Les règles de dérivation des fonctions de Jacobi permettent de montrer que sn, cn et dn sont respectivement solutions des équations différentielles suivantes :
- sn : {\displaystyle {\ddot {x}}+(1+k^{2})x-2k^{2}x^{3}=0}
- cn : {\displaystyle {\ddot {x}}+(1-2k^{2})x+2k^{2}x^{3}=0}
- dn : {\displaystyle {\ddot {x}}-(2-k^{2})x+2x^{3}=0}

## Applications

### Le pendule simple oscillant

Schéma du pendule simple.

On considère un pendule simple, de longueur l, oscillant dans un champ de pesanteur g. Soit θ l'angle qu'il forme avec la verticale descendante, et θ0 son amplitude maximale. θ vérifie l'équation du mouvement suivante (provenant de la conservation de l'énergie mécanique du pendule) :
{\displaystyle {{\dot {\theta }}^{2}}=2{\frac {g}{l}}(\cos \theta -\cos \theta _{0})}
La solution de cette équation qui s'annule au temps t = 0 vérifie :
{\displaystyle \sin \left({\frac {\theta }{2}}\right)=\sin \left({\frac {\theta _{0}}{2}}\right)\,\mathrm {sn} (\omega _{0}t,k)}
où l'on a donné au module de la fonction de Jacobi la valeur {\displaystyle k=\sin \left({\frac {\theta _{0}}{2}}\right)}, et où {\displaystyle \omega _{0}={\sqrt {\frac {g}{l}}}} est la pulsation du pendule simple pour les petites amplitudes. 
La période du pendule est {\displaystyle T={\frac {4K(k)}{\omega _{0}}}}. La fonction amplitude {\displaystyle A(\omega _{0}t,k)} croît avec t, et joue le rôle d'« échelle de temps » adaptée au problème : à chaque période de temps réel du pendule, l'amplitude aura augmenté de 2π. L'anisochronicité du mouvement est patente, puisque la période du pendule dépend du module k, donc de θ0. 
Pour les petites oscillations, k est très petit, de sorte que la fonction sn est assimilable au sinus. En approximant le sinus de θ par θ et en faisant de même pour θ0, on retrouve la formule classique {\displaystyle \theta =\theta _{0}\sin(\omega _{0}t)}. 
Quand θ0 tend vers π, k tend vers 1 et K(k) tend vers l'infini comme {\displaystyle \ln \left({\frac {4}{\sqrt {1-k^{2}}}}\right)}. Si T0 est la période {\displaystyle {\frac {2\pi }{\omega _{0}}}} du pendule simple pour les petites oscillations, alors, la période du pendule devient : 
{\displaystyle T=T_{0}\,{\frac {2}{\pi }}\ln \left({\frac {8}{\pi -\theta _{0}}}\right)}.
Quand la limite est atteinte, sn est égale à la fonction tanh. On a alors :
{\displaystyle \theta =2\arcsin(\tanh(\omega _{0}t))=4\arctan(\exp(\omega _{0}t))-\pi }
qui tend vers π quand t tend vers l'infini.

### Le pendule simple tournoyant

Pendule tournoyant (dans le sens inverse au sens trigonométrique). La courbe paramétrée en haut de l'image représente le mouvement du pendule dans l'espace des phases : en abscisse (proportionnelle à la fonction amplitude A de Jacobi), l'axe étant orienté vers la gauche, et en ordonnée (proportionnelle à la fonction de Jacobi périodique dn).

Dans le cas d'un pendule animé d'une vitesse suffisamment grande pour le faire tournoyer, l'équation du mouvement s'écrit :
{\displaystyle {\dot {\theta }}^{2}={\frac {2g}{l^{2}}}[H-l+l\cos(\theta )]}
où H est une constante homogène à une longueur et strictement supérieure à 2l. 
La solution θ s'exprime alors à l'aide de la fonction amplitude de Jacobi sous la forme :
{\displaystyle \theta =2A\left({\sqrt {\frac {Hg}{2l^{2}}}}\,t,k\right)}
où l'on donne au module de la fonction de Jacobi la valeur {\displaystyle k={\sqrt {\frac {2l}{H}}}}.

### Le mouvement à la Poinsot d'un solide
Ce mouvement est celui d'un solide en rotation, pris relativement à son centre d'inertie G, quand le moment par rapport à G des forces extérieures est nul. Pour un solide quelconque sans symétrie particulière, les équations du mouvement se résolvent à l'aide des fonctions elliptiques de Jacobi. En particulier, les trois composantes du vecteur de rotation instantanée dans le référentiel lié au solide constitué des axes principaux d'inertie sont proportionnelles respectivement à cn, sn, dn.

### Propagation d'onde
La fonction {\displaystyle \xi :(x,t)\to \mathrm {cn} ^{2}(B(x-ct))} permet de modéliser la surélévation de la surface de l'eau au passage d'un soliton, tel qu'un tsunami par exemple, où, à changement d'unité près, ξ est la hauteur de la vague, x est l'abscisse où l'on mesure cette hauteur, t est le temps, et B un paramètre prenant en compte la profondeur du milieu. C'est en effet une des solutions de l'équation de Korteweg-de Vries. L'onde ainsi modélisée s'appelle onde cnoïdale.

### Pompage optique
La fonction sn intervient pour modéliser la déplétion de la pompe dans le mélange à trois ondes optiques, qui est utilisé dans les Oscillateurs paramétriques optiques.